# Come ingannare mio marito
Come ingannare mio marito (Who's Got the Action?) è un film del 1962 diretto da Daniel Mann.